# Clube Atlético de Macedo de Cavaleiros
O Clube Atlético de Macedo de Cavaleiros é um clube Português, localizado na cidade de Macedo de Cavaleiros, distrito de Bragança, Portugal.

## História
O clube foi fundado em 1954, foi 11 vezes campeão da AF Bragança, 6 vezes da taça da AF Bragança e 1 vez campeão da 3ª Divisão Nacional. A equipa sénior participou pela ultima vez na época de 2011/12, no Campeonato Nacional da 2ª divisão.
Depois de um interregno de 6 anos, ao nível do futebol sénior, voltou na época de 2018/19 a competir no campeonato distrital da AF Bragança.
O Clube Atlético de Macedo de Cavaleiros, compete também, em todos os escalões das provas distritais da AF Bragança, tendo conquistado o último título distrital na categoria de Juniores na época 2017/18.

## Futebol(inclui 07/08)

### Histórico
|                   | Nº Presenças | Títulos |
| ----------------- | ------------ | ------- |
| Temporadas na 1ª  | 0            |         |
| Temporadas na 2ª  | 0            |         |
| Temporadas na 2ªB | 1            |         |
| Temporadas na 3ª  | 0            | 1       |
| Taça de Portugal  | -            |         |
| Taça da Liga      | 0            |         |

### Classificações
| Escalão          | 90/91 | 91/92 | 92/93 | 93/94 | 94/95 | 95/96 | 96/97 | 97/98 | 98/99 | 99/00 | 00/01 | 01/02 | 02/03 | 03/04 | 04/05 | 05/06 | 06/07 | 07/08 | 08/09 | 09/10 | 10/11 | 11/12 |
| ---------------- | ----- | ----- | ----- | ----- | ----- | ----- | ----- | ----- | ----- | ----- | ----- | ----- | ----- | ----- | ----- | ----- | ----- | ----- | ----- | ----- | ----- | ----- |
| Liga Sagres      | -     | -     | -     | -     | -     | -     | -     | -     | -     | -     | -     | -     | -     | -     | -     | -     | -     | -     | -     | -     | -     | -     |
| Liga Vitalis     | -     | -     | -     | -     | -     | -     | -     | -     | -     | -     | -     | -     | -     | -     | -     | -     | -     | -     | -     | -     | -     | -     |
| II Divisão       | -     | -     | -     | -     | -     | -     | -     | -     | -     | -     | -     | -     | -     | -     | -     | -     | -     | -     | -     | -     | -     | -     |
| III Divisão      | 13º   | 15º   | -     | 15º   | -     | -     | 7º    | 14º   | 6º    | 15º   | -     | 15º   | -     | -     | -     | -     | 10º   | 8º/1º | 7º/1º | 1º/1º | 8º    | 10º   |
| 1º Escalão Dist. | -     | -     | -     | -     | -     | -     | -     | -     | -     | -     | -     | -     | 4º    | 3º    | 2º    | 1º    | -     | -     | -     | -     | -     | -     |
| 2º Escalão Dist. | -     | -     | -     | -     | -     | -     | -     | -     | -     | -     | -     | -     | -     | -     | -     | -     | -     | -     | -     | -     | -     | -     |
| 3º Escalão Dist. | -     | -     | -     | -     | -     | -     | -     | -     | -     | -     | -     | -     | -     | -     | -     | -     | -     | -     | -     | -     | -     | -     |

## Títulos
- III Divisão (1): 2009/10 [2]
- AF Bragança Divisão Honra (12): 1969/70, 1976/77, 1977/78, 1978/79, 1979/80, 1981/82, 1983/84, 1992/93, 1995/96, 2000/01, 2005/06, 2020/21
- AF Bragança Taça (6): 1999/00, 2000/01, 2002/03, 2003/04, 2004/05, 2005/06

## Estádio
A equipa disputa os seus jogos caseiros no Estádio Municipal de Macedo de Cavaleiros, na cidade de Macedo de Cavaleiros.

## Equipamento
A equipa enverga como equipamento calções verdes (Produzidas à base de lona), meias verdes (Produzidas à base de lona) e camisola amarela e verde(Produzidas através de tecido de lona com uma tintura amarela devido à lixivia), da marca Tepa.